# Swędrówka
Swędrówka (deutsch Zandersdorf) ist ein kleiner Ort in der polnischen Woiwodschaft Ermland-Masuren und gehört zur Stadt- und Landgemeinde Bisztynek (Bischofstein) im Powiat Bartoszycki (Kreis Bartenstein).

## Geographische Lage und Verkehrsanbindung
Swędrówka liegt 25 Kilometer nordwestlich von Kętrzyn (Rastenburg) und 29 Kilometer südöstlich der heutigen Kreismetropole Bartoszyce (Bartenstein) an einer Nebenstraße, die von der polnischen Woiwodschaftsstraße 592 (ehemalige deutsche Reichsstraße 135) unweit Łankiejmy (Langheim) nach Grzęda (Sturmhübel) und weiter bis Reszel (Rößel) verläuft.
Die nächste Bahnstation ist Łankiejmy an der PKP-Bahnstrecke Nr. 353, die von Posen (heute polnisch: Poznań) über Olsztyn (Allenstein) nach Korsze (Korschen) führt und bis zum Jahr 2000 im russischen Schelesnodoroschny (Gerdauen) endete.

## Geschichte
Die einst Zandersdorf genannte Landgemeinde bildete im Jahre 1874 zusammen mit sechs weiteren Landgemeinden und einem Gutsbezirk den neu errichteten Amtsbezirk Langheim (heute polnisch: Łankiejmy), der bis 1945 zum Landkreis Rastenburg im Regierungsbezirk Königsberg der preußischen Provinz Ostpreußen gehörte.
Im Jahr 1910 waren in Zandersdorf 163 Einwohner registriert, 1933 waren es 156 und 1939 bereits 158.
Infolge des Zweiten Weltkrieges kam Zandersdorf mit dem südlichen Ostpreußen zu Polen und wurde in „Swędrówka“ umbenannt. Heute ist der Ort in die Gmina Bisztynek innerhalb des Powiat Bartoszycki der Woiwodschaft Ermland-Masuren (1975 bis 1998 Woiwodschaft Olsztyn) eingegliedert. Hier leben heute etwa 20 Menschen.

## Kirche
Die evangelischen Einwohner von Zandersdorf waren vor 1945 zum Sprengel Langheim des vereinigten Kirchspiels Langheim-Gudnick (polnisch: Łankiejmy-Gudniki) eingepfarrt, das zum Kirchenkreis Rastenburg (Kętrzyn) in der Kirchenprovinz Ostpreußen der Kirche der Altpreußischen Union gehörte. Seit 1945 ist für die evangelischen Kirchenglieder von Swędrówka Kętrzyn (Rastenburg) in der Diözese Masuren der Evangelisch-Augsburgischen Kirche in Polen die zuständige Pfarrei.
Katholischerseits war vor 1945 in Korschen (Korsze) das zuständige Pfarramt, das damals zum Bistum Ermland gehörte. Heute ist Swędrówka in die Pfarrei St. Johannes der Täufer in Łankiejmy (Langheim) eingegliedert, die zum Dekanat Reszel (Rößel) im Erzbistum Ermland der Katholischen Kirche in Polen gehört.